# Victor Pchonka
Victor Pavlovytch Pchonka (en ukrainien : Віктор Павлович Пшонка, né le 6 février 1954) a été procureur général d'Ukraine du 4 novembre 2010 au 22 février 2014.